# SN 2002eb
SN 2002eb – supernowa typu Ia odkryta 22 lipca 2002 roku w galaktyce CGCG473-011. W momencie odkrycia miała maksymalną jasność 18,50m.